# Munții Altai

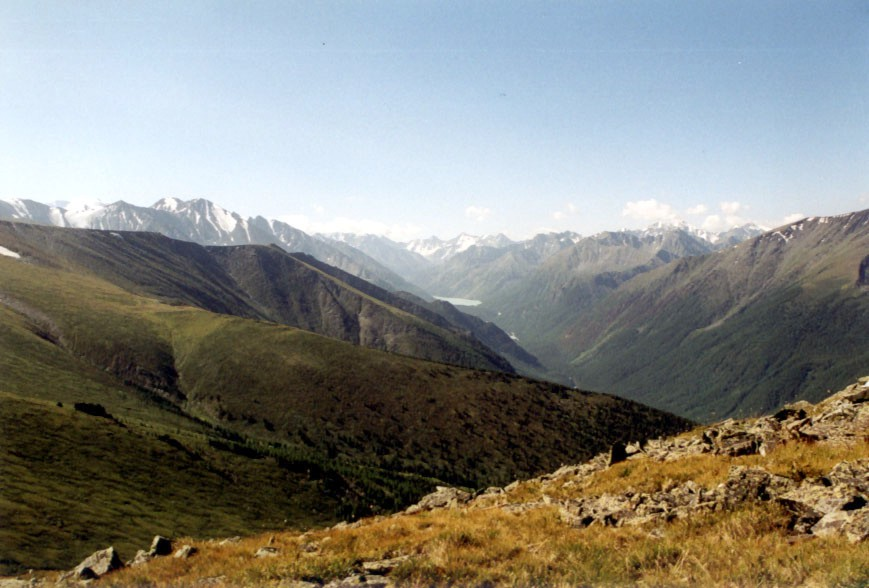
Altai - Valea Kutcerla

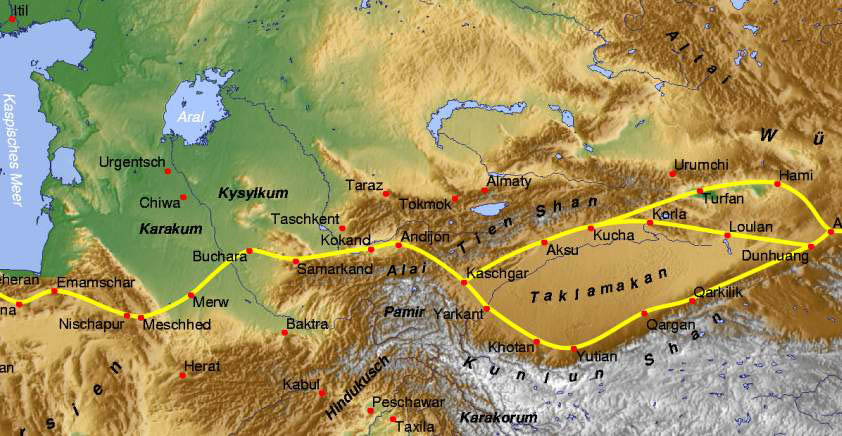
Asia centrală cu Drumul mătăsii și Munții Altai

Munții Altai (din turcă Altay, „munte de aur”) este un lanț muntos  în zona de graniță între Kazahstan, Rusia (Siberia), Mongolia și China. Acest lanț muntos este subdivizat în trei părți cu direcția nord-vest, sud-est pe o lungime de 2.100 km: Altaiul rusesc, Altaiul mongol și Altaiul Gobi.
- Altaiul rusesc este așezat la granița țărilor aminitite mai sus, partea cea mai mare găsindu-se în Rusia în nord-vest cu valea Obi și Siberia de vest. În nord-est se continuă cu partea vestică a Saianului în est cu munții Tannu Ola și podișul Mongol unde se găsesc munții Hangai. Altaiul mogol fiind situat la sud-est, Valea Iirtișului cu lacurile Saisan și Buhtama găsindu-se în sud-vest, mărginită în nord de stepa Kulunda, vârful cel mai înalt Beluha (4.506 m).
- Altaiul mongol (Ektag) este situat în nordul "Altaiului rusesc", partea cea mai importantă fiind pe teritoriul Mongoliei la granița cu China, cu "Podișul mongol" în est, "Altaiul Gobi" în sud-est care se continuă cu deșertul Gobi, vârful cel mai înalt Tavan Bogd Uul (4.374 m).
- Altaiul Gobi este situat în nord-vestul "Altaiului mongol", pe teritoriul Mongoliei, mărginit la nord de "Podișul mongol", în est, sud-est și sud-vest deșertul Gobi, vârful cel mai înalt Ih Bogd Uul (3.957 m).

Apele mai importante: Obi, Irtiș, Enisei.